# Усть-Пизя
Усть-Пизя — посёлок в Пермском районе Пермского края. Входит в состав Юго-Камского сельского поселения.

## Географическое положение
Расположен на берегу Воткинского водохранилища в месте впадения в него реки Пизя, примерно в 30 км к югу от административного центра поселения, посёлка Юго-Камский.

## Население
| 2010 |
| ---- |
| 266  |

## Улицы[2]
- Камская ул.
- Космонавтов ул.
- Ленина ул.
- Лесная ул.
- Набережная ул.
- Октябрьская ул.
- Первомайская ул.

## Топографические карты
- Лист карты O-40-88 Новый. Масштаб: 1 : 100 000. Состояние местности на 1988 год. Издание 1990 г.